# Jamesport (Missouri)
Pour les articles homonymes, voir Jamesport.
Jamesport est une ville du comté de Daviess, dans le Missouri, aux États-Unis,. Située à l'est du comté, elle est baptisée en référence à deux pionniers, James Gillilan et James Allen. Elle est incorporée en 1872.

## Démographie
Lors du recensement de 2010, la ville comptait une population de 524 habitants. Elle est estimée, en 2016, à 504 habitants.

## Source de la traduction
- (en) Cet article est partiellement ou en totalité issu de l’article de Wikipédia en anglais intitulé « Jamesport, Missouri » (voir la liste des auteurs).